# Municipio de San Juan Chamelco
Municipio de San Juan Chamelco är en kommun i Guatemala.   Den ligger i departementet Departamento de Alta Verapaz, i den centrala delen av landet, 90 km norr om huvudstaden Guatemala City.